# Rakel
Rakel er i Bibelen en af de fire stammødre (matriarker) og hustru til patriarken Jakob. Jakob måtte arbejde 7 år for Laban for at få lov til at gifte sig med Rakel, men Laban snød ham, så han blev gift med Rakels søster Lea. Da Jakob havde arbejdet endnu 7 år for Laban, fik han endelig Rakel. Rakel er moder til Josefs og Benjamins, to af Israels tolv stammer.
| Religion | Spire Denne religionsartikel er en spire som bør udbygges. Du er velkommen til at hjælpe Wikipedia ved at udvide den. |